# 玛利亚·米勒
玛丽亚·弗朗西丝·刘易斯·米勒女爵士，DBE（英語：Dame Maria Frances Lewis Miller；1964年3月26日—）是一位英国政治人物，保守党党员。现任英国下议院贝辛斯托克选区议员、下议院女性和平权委员会主席。曾任英国文化大臣兼女性和平权大臣。2014年9月因开支问题辞职。
亦曾任卡梅伦政府工作和养老金部残障人士政务次官。

## 早年经历
米勒生于斯塔福德郡伍尔弗汉普顿，其父约翰·路易斯，成长于南威尔士布里真德市。后就读于当地的布伦迪戈综合学校，大学则在伦敦经济学院学习经济学，1985年毕业。她加入了精信广告公司作广告主管，1990年离职，转为德士古石油公司的营销经理。1994年他回归精信公司，并担任了五年的董事，1999年成为罗兰集团董事，任职四年。

## 个人生活
其夫米勒为事务律师，二人成婚于1990年。育有1女2子。